# Antonínův Důl
Antonínův Důl (německy Antonienthal) je vesnice, část statutárního města Jihlava v okrese Jihlava. Nachází se 8 km na sever od centra Jihlavy. K Jihlavě byl připojen 1. srpna 1976. Zajíždí sem trolejbusová linka G a autobusová linka č. 12.
Většinu území evidenční části Antonínův Důl tvoří les kolem dálnice D1 v katastrálním území Pávov. Antonínův Důl je také název katastrálního území o rozloze 1,25 km2. V severní části katastrálního území Antonínův Důl se nachází jádro zástavby vesnice Antonínův Důl, v jižní části katastrálního území Antonínův Důl evidenční část Červený Kříž. Leží na Pstružném potoce v klínu mezi dálnicí D1 a silnicí č. 38.

## Historie
V roce 1845 tu vznikla sklárna. Tu později převzaly Jihlavské sklárny Bohemia a v roce 2007 zde ukončily provoz, který přesunuly do slovenského Poltáru.

## Demografie

### Složení obyvatel
| Rok            | 1869 | 1880 | 1890 | 1900 | 1910 | 1921 | 1930 | 1950 | 1961 | 1970 | 1980 | 1991 | 2001 | 2011 | 2021 |
| -------------- | ---- | ---- | ---- | ---- | ---- | ---- | ---- | ---- | ---- | ---- | ---- | ---- | ---- | ---- | ---- |
| Počet obyvatel | 156  | 0    | 0    | 153  | 159  | 0    | 206  | 0    | 0    | 331  | 392  | 560  | 481  | 545  | 577  |
| Počet domů     | 5    | 0    | 0    | 9    | 10   | 8    | 15   | 0    | 0    | 26   | 37   | 47   | 53   | 57   | 57   |

## Pamětihodnosti
- Kaple Panny Marie u Antonínova Dolu, vystavěná v letech 2009–2010.

## Další fotografie

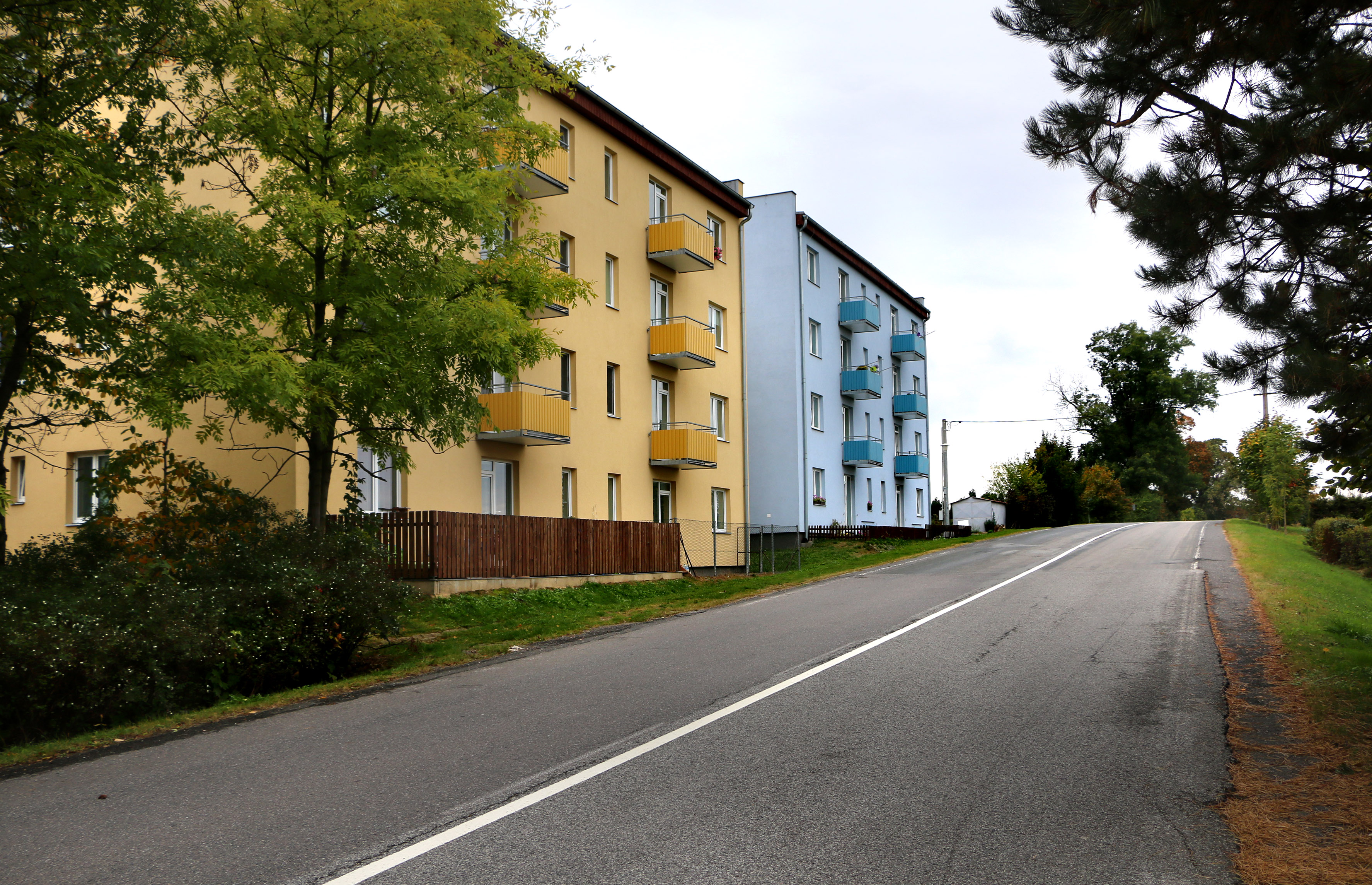
Severní část vesnice
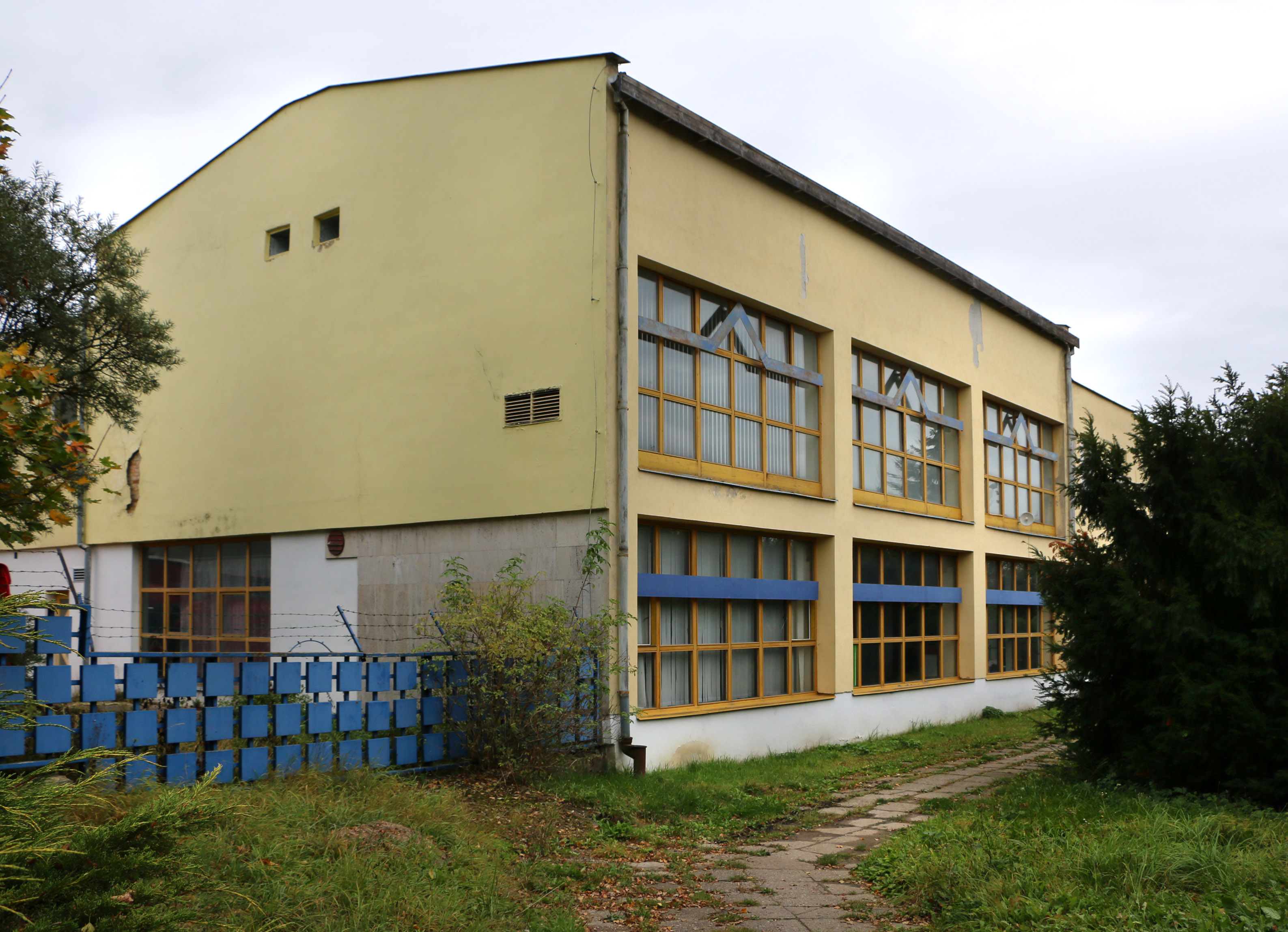
Bývalá sklárna